# Фюллінсдорф
Фюллінсдорф (нім. Füllinsdorf) — громада  в Швейцарії в кантоні Базель-Ланд, округ Лісталь.

## Географія
Громада розташована на відстані близько 70 км на північ від Берна, 3 км на північ від Лісталя.
Фюллінсдорф має площу 4,6 км², з яких на 30,2% дозволяється будівництво (житлове та будівництво доріг), 36,9% використовуються в сільськогосподарських цілях, 32,2% зайнято лісами, 0,6% не є продуктивними (річки, льодовики або гори).

## Демографія
2019 року в громаді мешкало 4588 осіб (+6% порівняно з 2010 роком), іноземців було 29,8%. Густота населення становила 993 осіб/км².
За віковим діапазоном населення розподілялося таким чином: 17,8% — особи молодші 20 років, 55,8% — особи у віці 20—64 років, 26,5% — особи у віці 65 років та старші. Було 2092 помешкань (у середньому 2,2 особи в помешканні).
Із загальної кількості 2071 працюючого 70 було зайнятих в первинному секторі, 791 — в обробній промисловості, 1210 — в галузі послуг.